# Livada Mică, Buzău
Livada Mică (în trecut, Putreda Mică) este un sat în comuna Grebănu din județul Buzău, Muntenia, România. Se află în zona Subcarpaților de Curbură, în nordul județului, aproape de Râmnicu Sărat.